# Аддитивная цепочка
Аддитивная цепочка — последовательность натуральных чисел, начинающаяся с единицы, в которой каждый последующий элемент является суммой каких-то двух предшествующих элементов (в том числе, возможно использование одного и того же предшествующего элемента — удвоение). Формально, в аддитивной последовательности {\displaystyle a_{i}} выполнены условия:
- {\displaystyle a_{0}=1};
- для любого {\displaystyle i>0}, {\displaystyle a_{i}=a_{j}+a_{k}}, где {\displaystyle j,k<i}.

Одной из практически интересных разновидностей аддитивной цепочки является цепочка, заканчивающаяся числом {\displaystyle n}, в которой каждый последующий элемент является удвоением предыдущего или суммой предыдущего и первого элементов:
- для любого {\displaystyle i>0}, {\displaystyle a_{i}=a_{i-1}+a_{i-1}} или {\displaystyle a_{i}=a_{i-1}+a_{0}}.

Такая цепочка соответствует последовательности операций при возведении в степень {\displaystyle n} «слева направо» (удвоение показателя степени соответствует возведению в квадрат, прибавление единицы — умножению на основание). Пример такой цепочки для {\displaystyle n=10}:
1, 2 = 1+1, 4 = 2+2, 5 = 4+1, 10 = 5+5.